# Alessandria (stad)
Alessandria is een Italiaanse stad in de regio Piëmonte, hoofdstad van de gelijknamige provincie. De stad is gesitueerd in de Povlakte tussen de rivieren Bormida en Tanaro. Nabij de stad ligt een zeer belangrijk verkeersknooppunt; hier komen de spoor- en snelwegen van en naar de steden Turijn, Milaan en Genua bij elkaar. Ook de internationale autoslaaptrein naar Livorno maakt hier een tussenstop.
De stad werd halverwege de twaalfde eeuw door Guglielmo il Vecchio gesticht, onder de naam Civitas Nova. De stad is vernoemd naar paus Alexander III. 
Onder napoleontisch bestuur was het de hoofdplaats van het Franse departement Marengo.
Tijdens zware bombardementen gedurende de Tweede Wereldoorlog is het historische hart van de stad vrijwel volledig weggevaagd.

## Museum
- Museum Pietro Abbà-Cornaglia

## Sport
US Alessandria Calcio 1912 is de professionele voetbalploeg van Alessandria en speelt in het Stadio Giuseppe Moccagatta. 

## Partnerstad
- Hradec Králové (Tsjechië)

## Geboren in Alessandria
- Angelo Morbelli (1853-1919), kunstschilder
- Pietro Abbà Cornaglia (1851-1894), organist, pianist en componist
- Umberto Eco (1932-2016), schrijver en academicus
- Gianni Rivera (1943), voetballer
- Pier Michele Bozzetti (1945), zanger
- Valeria Straneo (1976), atlete
- Marta Gastini (1989), actrice

## Externe link

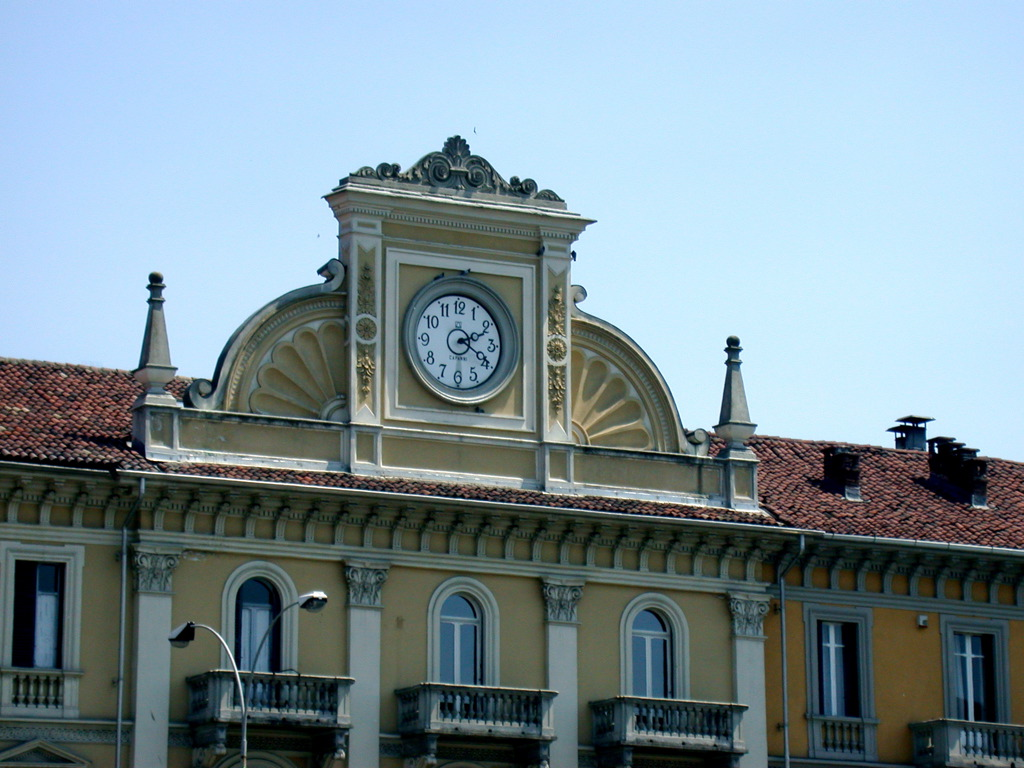
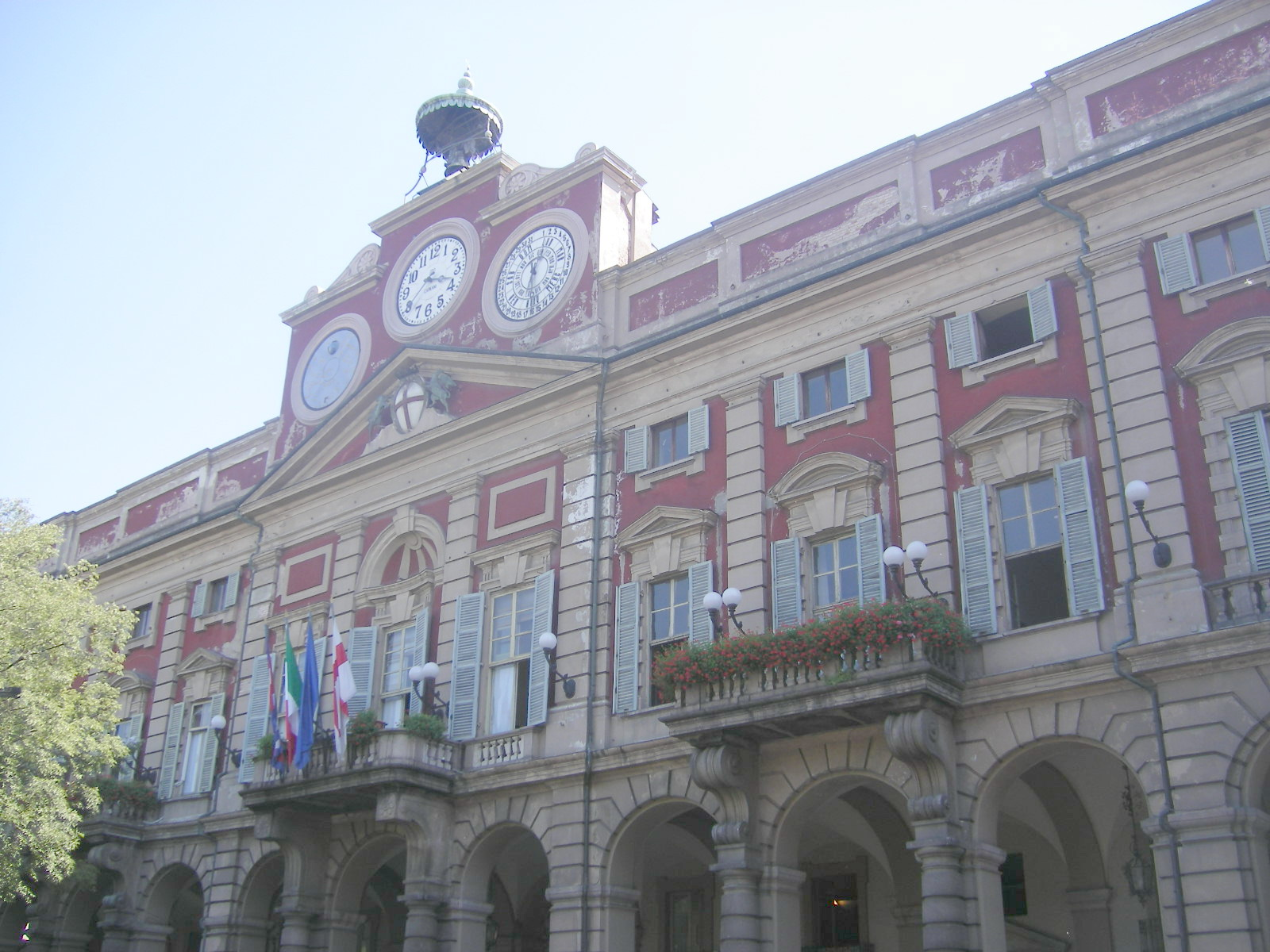
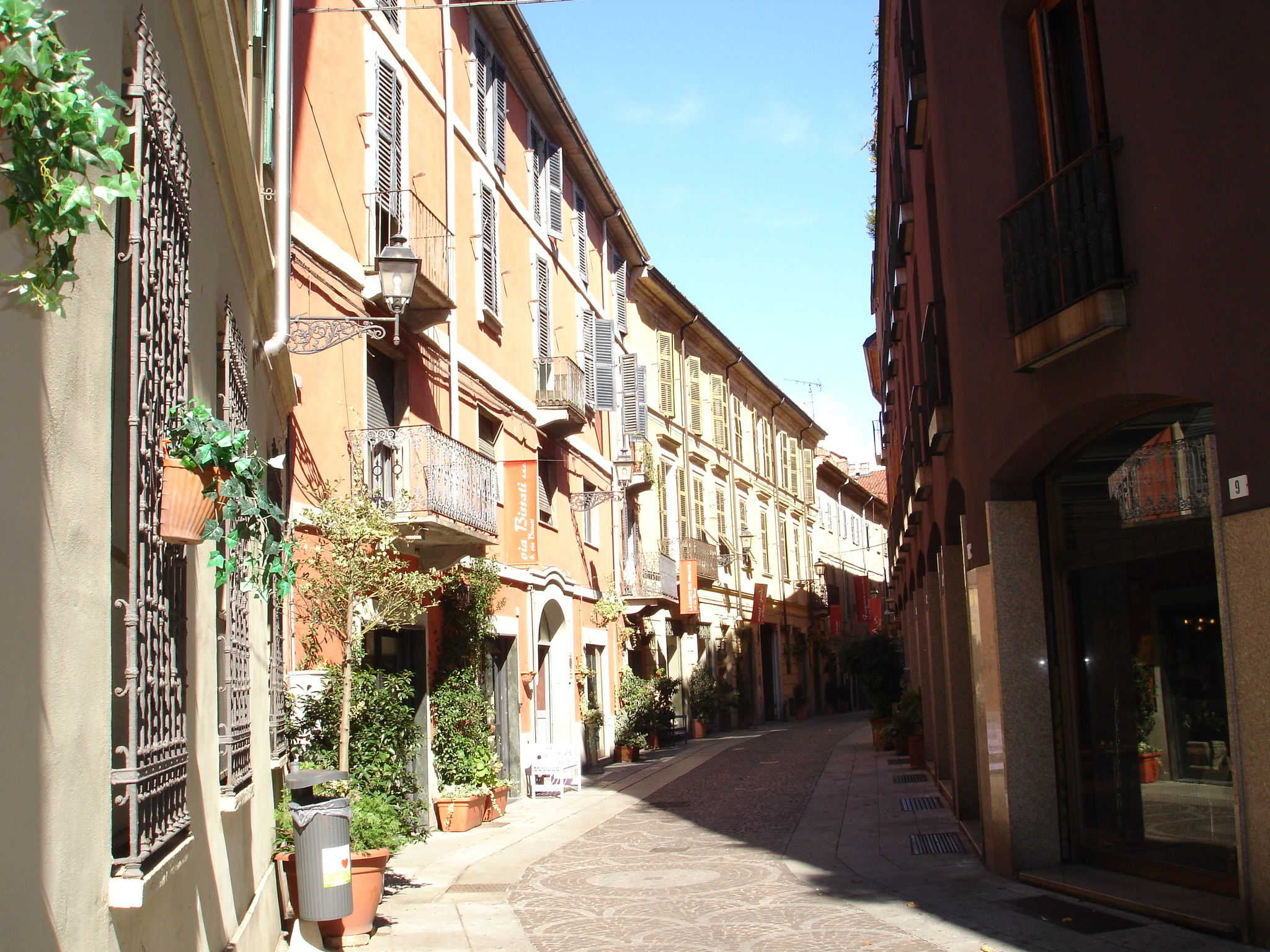
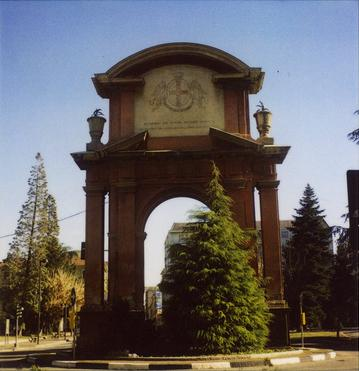
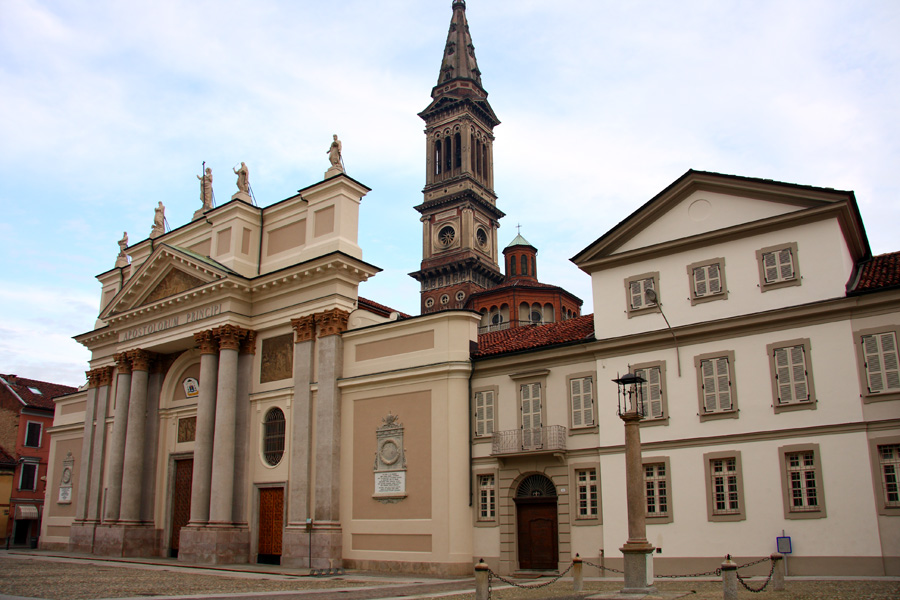
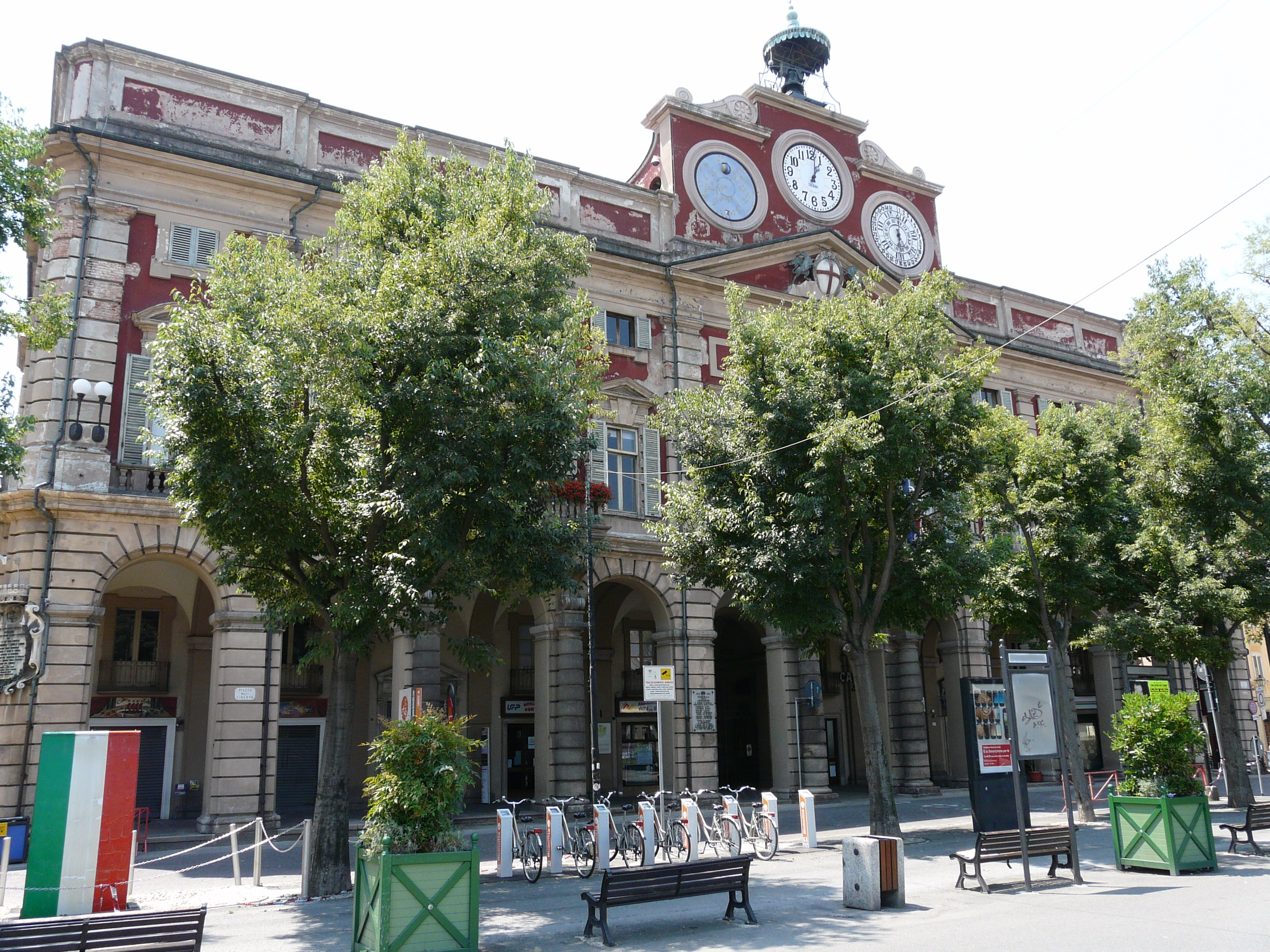
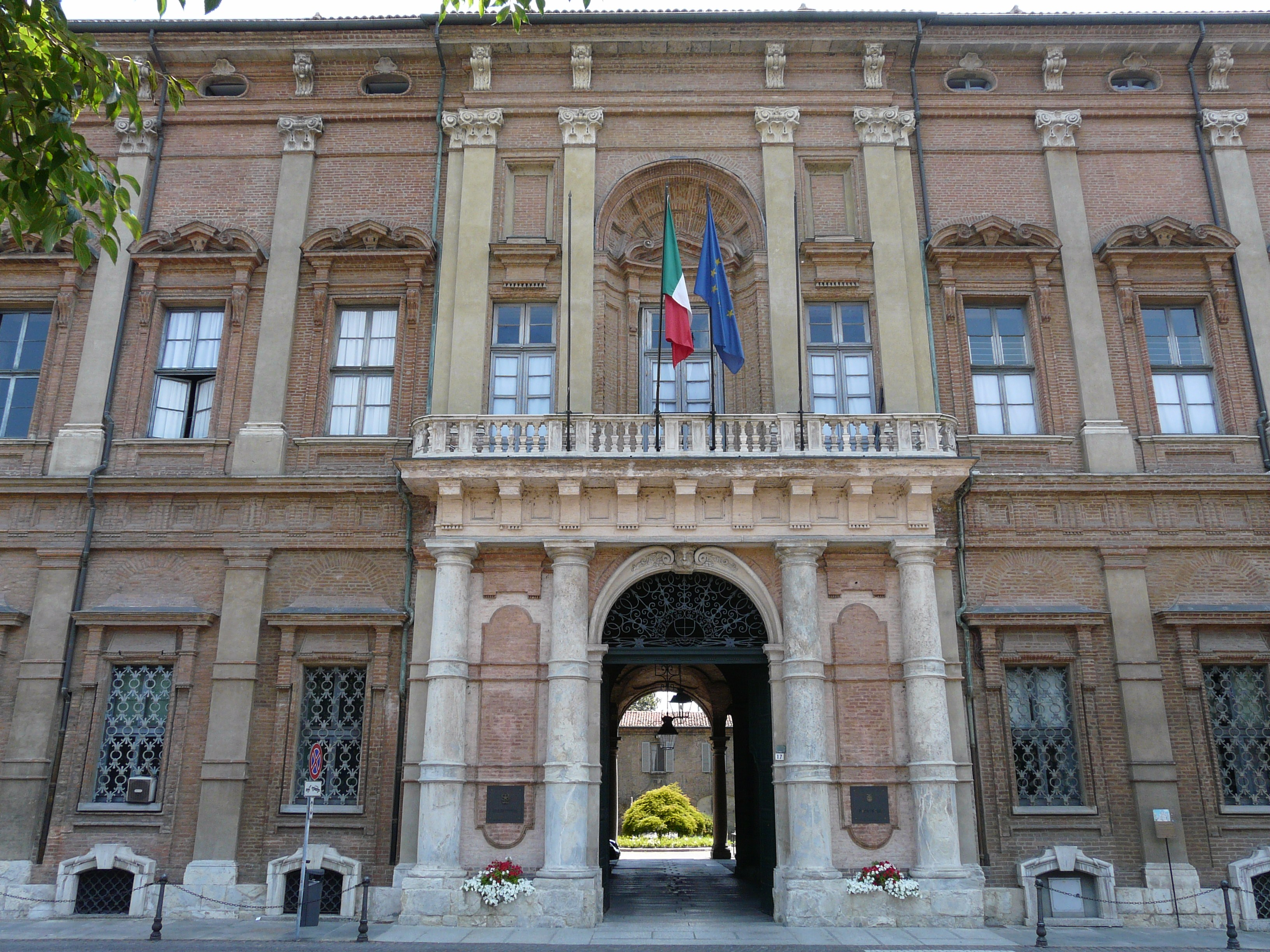
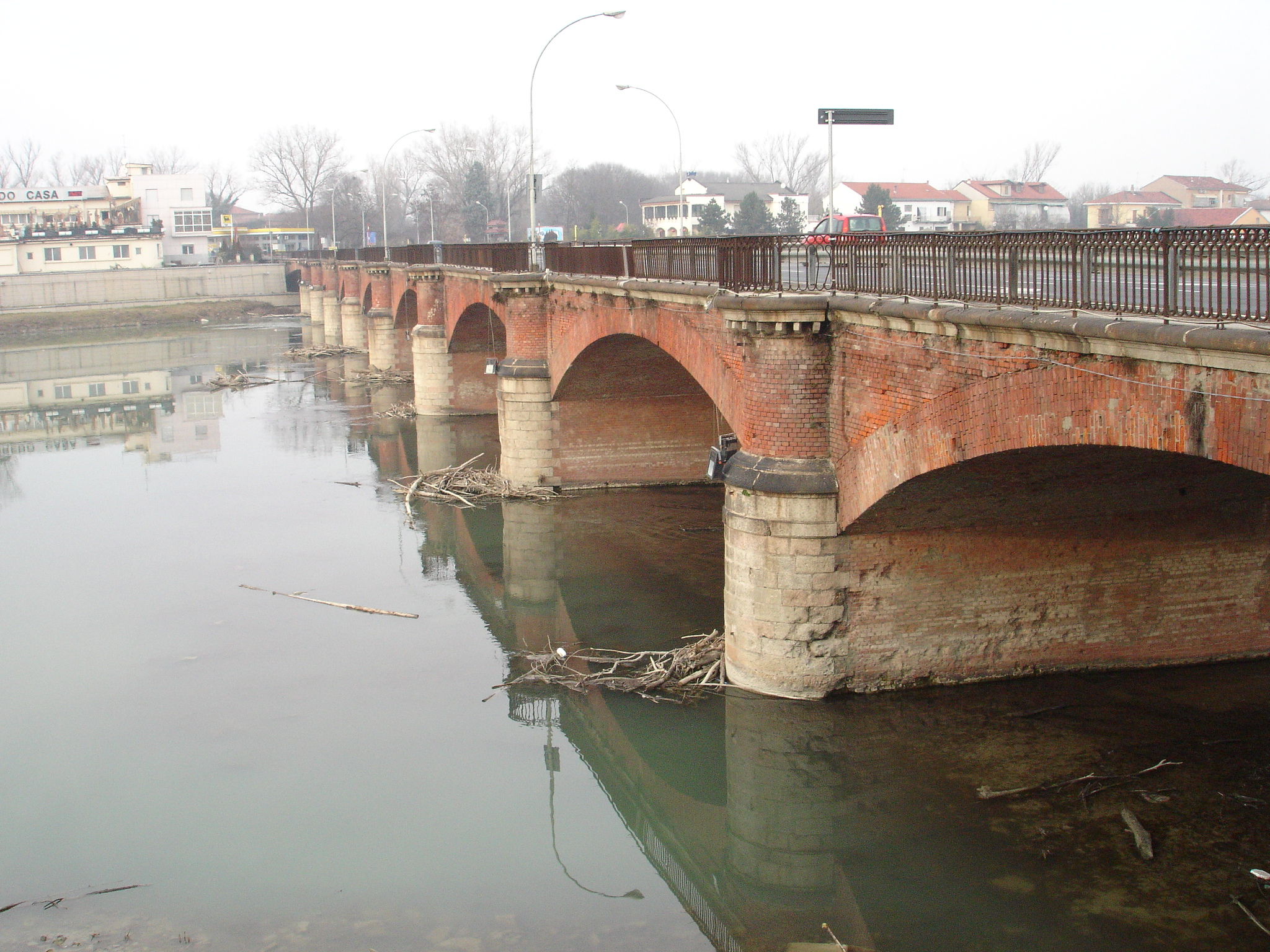
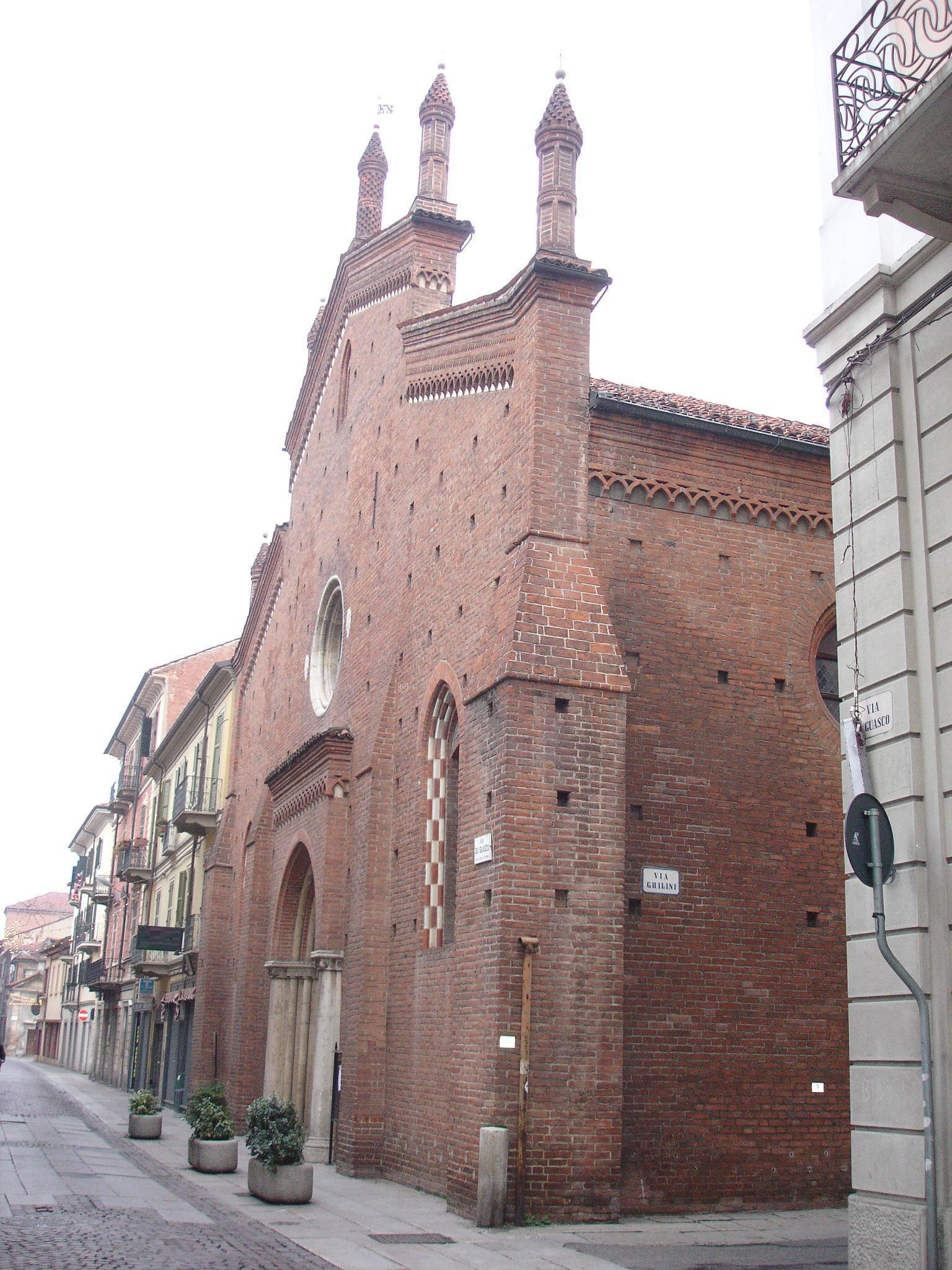
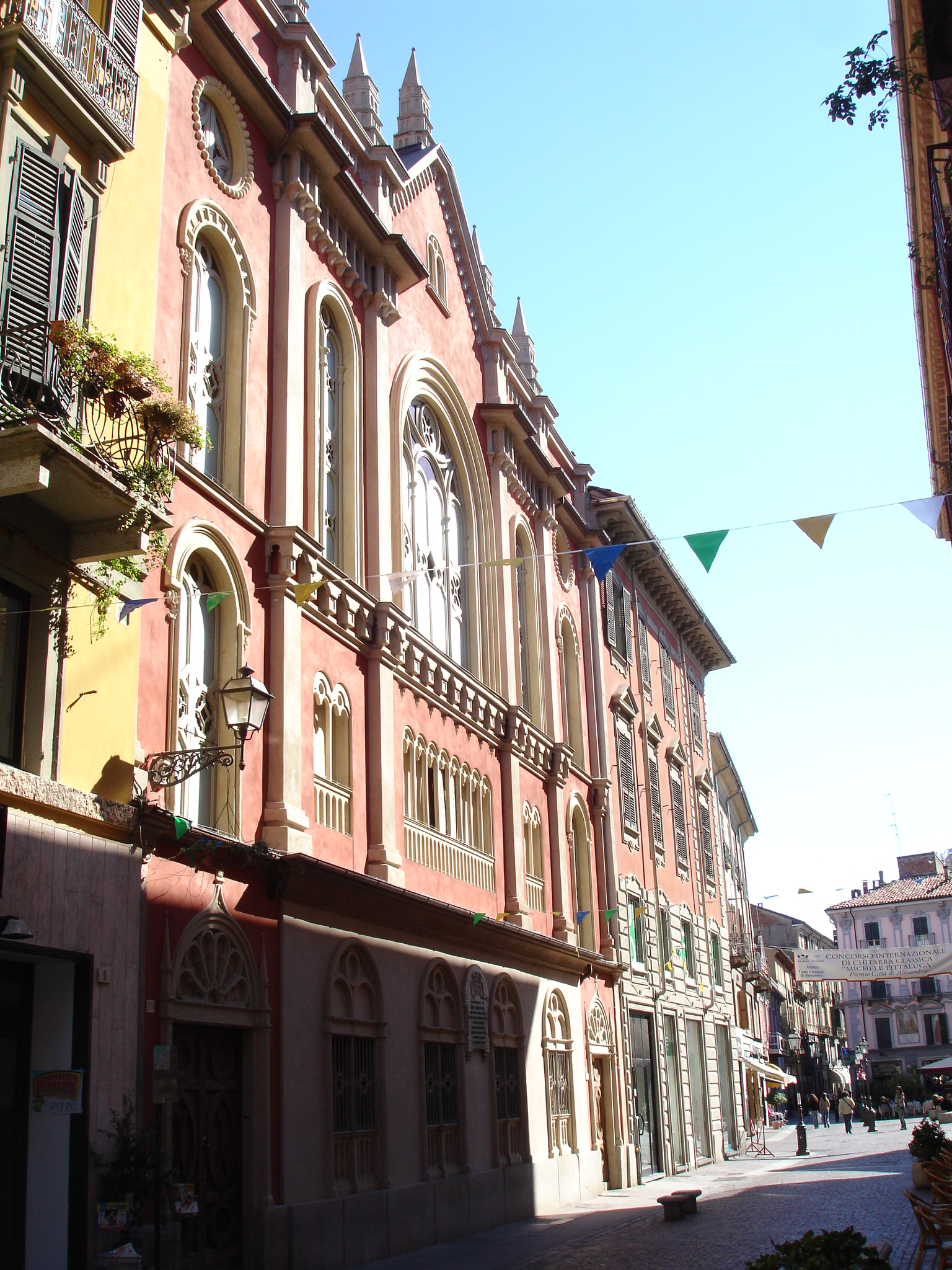